# أليكس غارسيا (لاعب كرة قدم مواليد 1979)
أليكس غارسيا (9 أبريل 1979 في البرازيل – )؛ هو لاعب كرة قدم سابق كان يلعب كمدافع.

## وصلات خارجية
- أليكس غارسيا على موقع قاعدة بيانات كرة القدم.إي يو (الإنجليزية)
- أليكس غارسيا على موقع Soccerway.com (الإنجليزية)
- أليكس غارسيا على موقع عالم كرة القدم.نت (الإنجليزية)